# Резня в День святого Брайса
Резня данов в день Святого Брайса (англ. St. Brice's Day massacre) — устроенная в отношении данов резня в Королевстве Англии, 13 ноября (День святого Брайса) 1002 года по приказу короля Англии Этельреда II Неразумного.
Во время правления Этельреда Англия страдала от постоянных набегов данов. Этельред, возможно, поощрённый поддержкой нормандцев, полученной в результате его брака с Эммой Нормандской, издал эдикт, позволявший убийство данов, живущих в Англии, и таким образом продемонстрировал своё намерение предать их всех смерти. Замысел Этельреда Неразумного готовился в обстановке строгой секретности. В один день практически все даны, жившие в Англии, были беспощадно вырезаны. Существует мнение, что приказ короля появился в ответ на слухи о заговоре, и это был не столько акт этнической чистки в современном понимании, сколько удар по королевским викингам-наемникам, которые в последние годы показали себя ненадежными.

Спустя полвека нормандский хронист Гийом Жюмьежский описал эти события так:
«Этельред, король Англии, осквернил королевство, долгое время процветавшее под великой славой самых могущественных королей, совершив такое ужасное преступление, что в его собственной державе даже язычники считали это отвратительным, ужасным деянием. Ибо за один день он во внезапной ярости и без предъявления им обвинений в преступлении убил датчан, которые жили в мире и гармонии во всём королевстве и совершенно не боялись за свою жизнь».
Среди свидетельств произошедшей резни — королевская грамота о восстановлении церкви Святой Фридесвиды в Оксфорде, которая была сожжена вместе с искавшими в ней убежища данами.
Резня, устроенная с целью обезопасить Англию, имела прямо противоположный эффект, вызвав вторжение датского монарха Свена Вилобородого. Он появился у берегов Англии с огромным флотом, горя́, как и его солдаты, жаждой мщения. В 1013 году Свен I Вилобородый полностью господствовал в Англии, а Этельред бежал в Нормандию.